# Александер Ву
Александер Ву (енгл. Alexander Woo; Њујорк) амерички је сценариста и продуцент. Познат је као један од аутора серије Проблем 3 тела.

## Биографија
Рођен је у кинеској породици у Њујорку. Дипломирао је на Универзитету Принстон, а потом и зазавршио постдипломске студије на Универзитету Јејл.